# (37336) 2001 RM
2001 RM (asteroide 37336) é um asteroide Amor. Possui uma excentricidade de 0.48467201 e uma inclinação de 36.63403º.
Este asteroide foi descoberto no dia 6 de setembro de 2001 por LINEAR em Socorro.